# Saison 1 de Danny Fantôme
Chronologie
Saison 2
Cet article présente les résumés des vingt épisodes de la première saison de la série  d'animation américano-britannique Danny Fantôme (Danny Phantom).